# Phil Boswell
Philip John Boswell (nacido el 23 de julio de 1963) es un político del Partido Nacional Escocés (SNP). Fue miembro del Parlamento (MP) de Coatbridge, Chryston y Bellshill desde que fue elegido en las elecciones generales del Reino Unido de 2015 hasta que perdió ante el candidato laborista Hugh Gaffney en las elecciones generales del Reino Unido de 2017 por 1586 votos.

## Primeros años
Boswell se crio en Coatbridge y trabajó allí durante un breve tiempo como policía.

## Industria de petróleo y gas
Luego, Boswell encontró trabajo en la industria petrolera, como agrimensor e ingeniero de contratos. Pasó más de una década en la industria del petróleo y el gas, y su trabajo lo llevó a Hong Kong, Egipto y las Malvinas.

## Controversias
En diciembre de 2015, Boswell fue criticado por haber recibido previamente un préstamo sin intereses de £ 18,000 de la compañía energética estadounidense Phillips 66 mientras trabajaba para ellos como gerente de contratos. A principios de 2015, Boswell había presentado una moción en la Cámara de los Comunes, en la que pedía al canciller George Osborne que cerrara el esquema de evasión fiscal "laguna fiscal de Mayfair". Un portavoz del SNP declaró que Boswell siempre había declarado sus intereses y estaba comprometido a poner fin a los esquemas de evasión fiscal.
En enero de 2016 se anunció que Boswell sería investigado por el Comisionado Parlamentario de Estándares por la afirmación de que no registró adecuadamente su dirección de una empresa en el Registro de Intereses de los Miembros del Común, violando así el procedimiento parlamentario. Estaba registrado en Companies House como el único director de Boswell and Johnston Ltd. El 30 de marzo de 2016 se informó que esta queja había sido confirmada, sin embargo, el Comisionado de Normas declaró que el Sr. Boswell había cometido un "error genuino" y que ella no Creo que esto se hizo en un intento de ocultar sus intereses económicos.
En mayo de 2016, Boswell reembolsó £ 555 que había reclamado anteriormente en gastos parlamentarios contra los costos de los videos promocionales, esto siguió a que la Asociación de Estándares Parlamentarios Independientes descubrió que no eran elegibles porque no estaban relacionados con actividades parlamentarias.